# 福堂镇
福堂镇，是中华人民共和国广东省清远市连山壮族瑶族自治县下辖的一个乡镇级行政单位。

## 行政区划
福堂镇下辖以下地区：
荣丽村、新联村、良善村、太平村、读楼村、新溪村、永丰村和梅洞村。